# Оттоне
Оттоне (італ. Ottone) — муніципалітет в Італії, у регіоні Емілія-Романья,  провінція П'яченца.
Оттоне розташоване на відстані близько 400 км на північний захід від Рима, 160 км на захід від Болоньї, 60 км на південний захід від П'яченци.
Населення — 541 особа (2014).

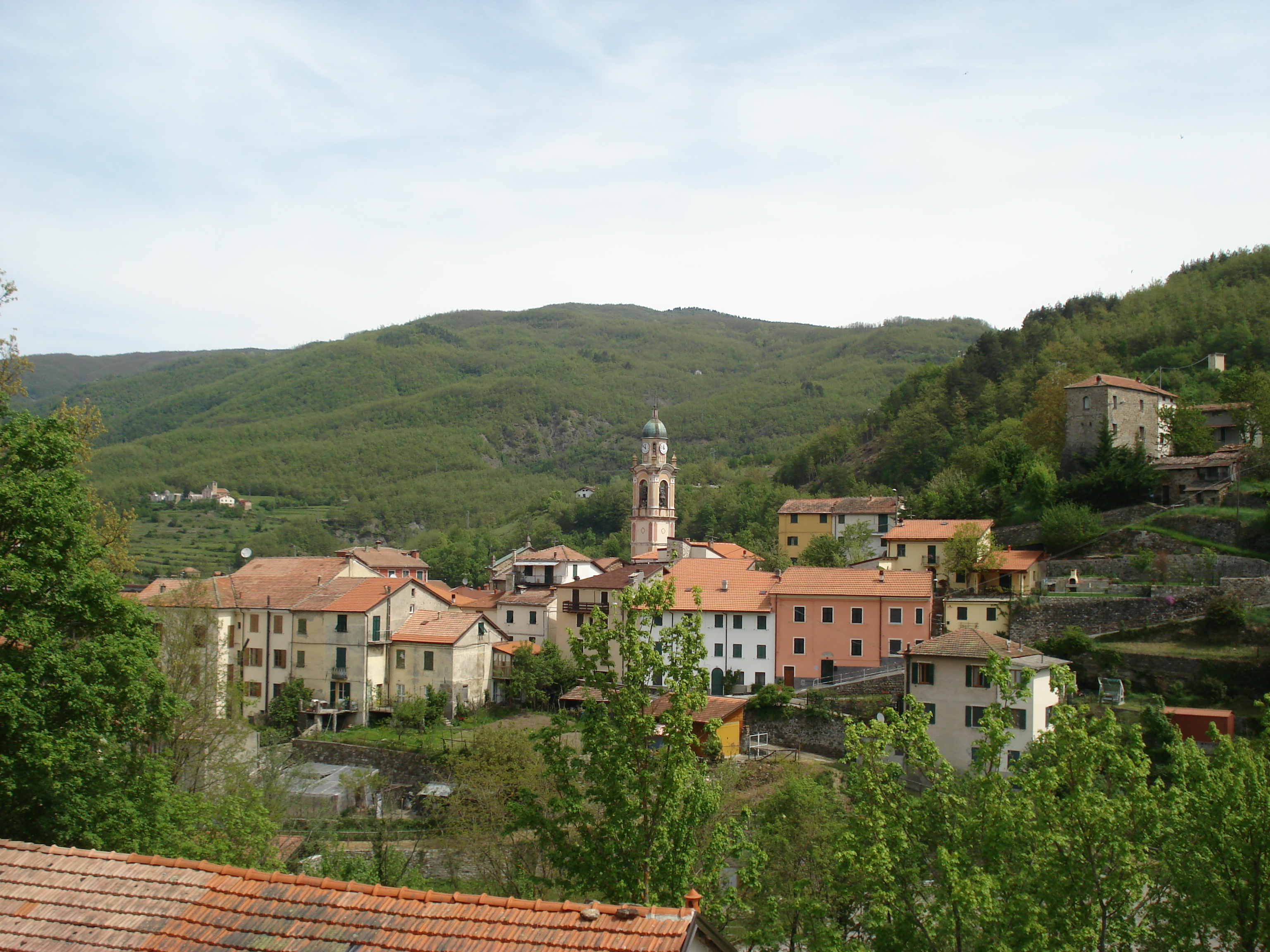

Щорічний фестиваль відбувається 24 серпня. Покровитель — святий Варфоломій.

## Демографія
Населення за роками:

Станом на 1 січня 2023 року в муніципалітеті офіційно проживало 50 іноземців з 8 країн, серед них 34 громадяни країн Євросоюзу та 6 громадян України.

## Сусідні муніципалітети
- Кабелла-Лігуре
- Каррега-Лігуре
- Чериньяле
- Феррієре
- Горрето
- Реццоальйо
- Ровеньйо
- Церба